# Frettemeule
Frettemeule és un municipi francès, situat al departament del Somme i a la regió dels Alts de França. L'any 1999 tenia 238 habitants.
Frettemeule es troba a l'oest del Somme, a menys de cinc quilòmetres del Sena Marítim. Forma part del cantó de Gamaches, que al seu torn forma part del districte d'Abbeville.